# Тредарзек
Тредарзе́к (фр. Trédarzec, брет. Tredarzeg) — коммуна во Франции, находится в регионе Бретань. Департамент — Кот-д’Армор. Входит в состав кантона Трегье. Округ коммуны — Ланьон.
Код INSEE коммуны — 22347.

## География
Коммуна расположена приблизительно в 410 км к западу от Парижа, в 135 км северо-западнее Ренна, в 45 км к северо-западу от Сен-Бриё.
Коммуна расположена на восточном берегу эстуария реки Жоди.

## Население
Население коммуны на 2016 год составляло 1 082 человека.
| 1962 | 1968 | 1975 | 1982 | 1990 | 1999 | 2008 | 2016 |
| ---- | ---- | ---- | ---- | ---- | ---- | ---- | ---- |
| 1065 | 1128 | 997  | 1058 | 1023 | 999  | 1102 | 1082 |

## Администрация
| Период | Период | Фамилия         | Партия       | Примечания |
| ------ | ------ | --------------- | ------------ | ---------- |
| 2001   | 2008   | Жан-Пьер Бриан  |              |            |
| 2008   |        | Ивон Ле Сегийон | Разные левые | пенсионер  |

## Экономика
В 2007 году среди 636 человек в трудоспособном возрасте (15—64 лет) 466 были экономически активными, 170 — неактивными (показатель активности — 73,3 %, в 1999 году было 66,1 %). Из 466 активных работали 433 человека (225 мужчин и 208 женщин), безработных было 33 (19 мужчин и 14 женщин). Среди 170 неактивных 38 человек были учениками или студентами, 74 — пенсионерами, 58 были неактивными по другим причинам.

## Достопримечательности
- Часовня Сен-Никола (XV век). Исторический памятник с 1964 года[3]
- Крест на кладбище (XVIII век). Исторический памятник с 1927 года[4]
- Ботанический сад Кердало (2-я пол. XX века). Исторический памятник с 2007 года[5]

## Города-побратимы
- Марсане (Франция, с 2015)[6]

## Фотогалерея

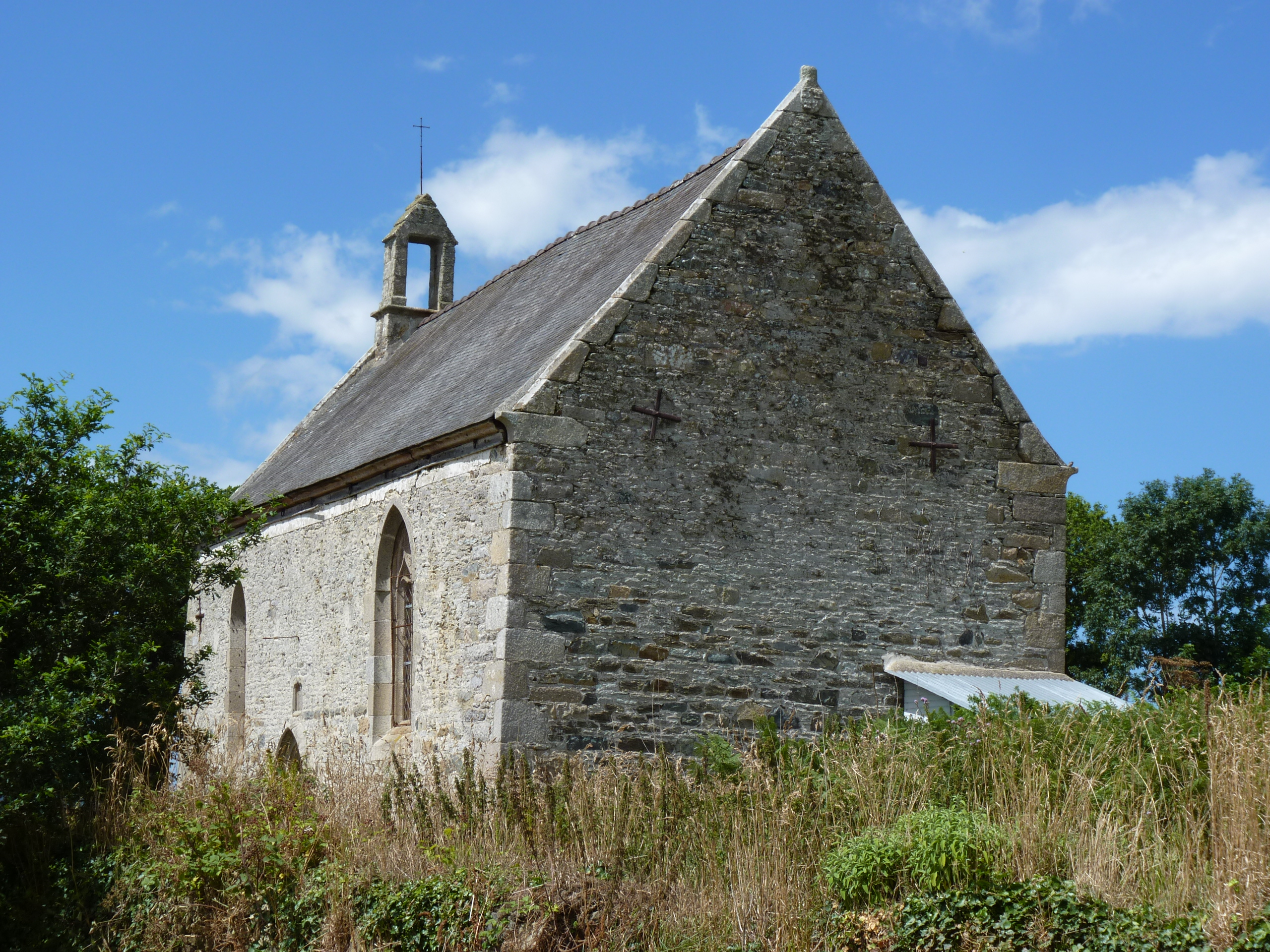
Часовня Сен-Никола
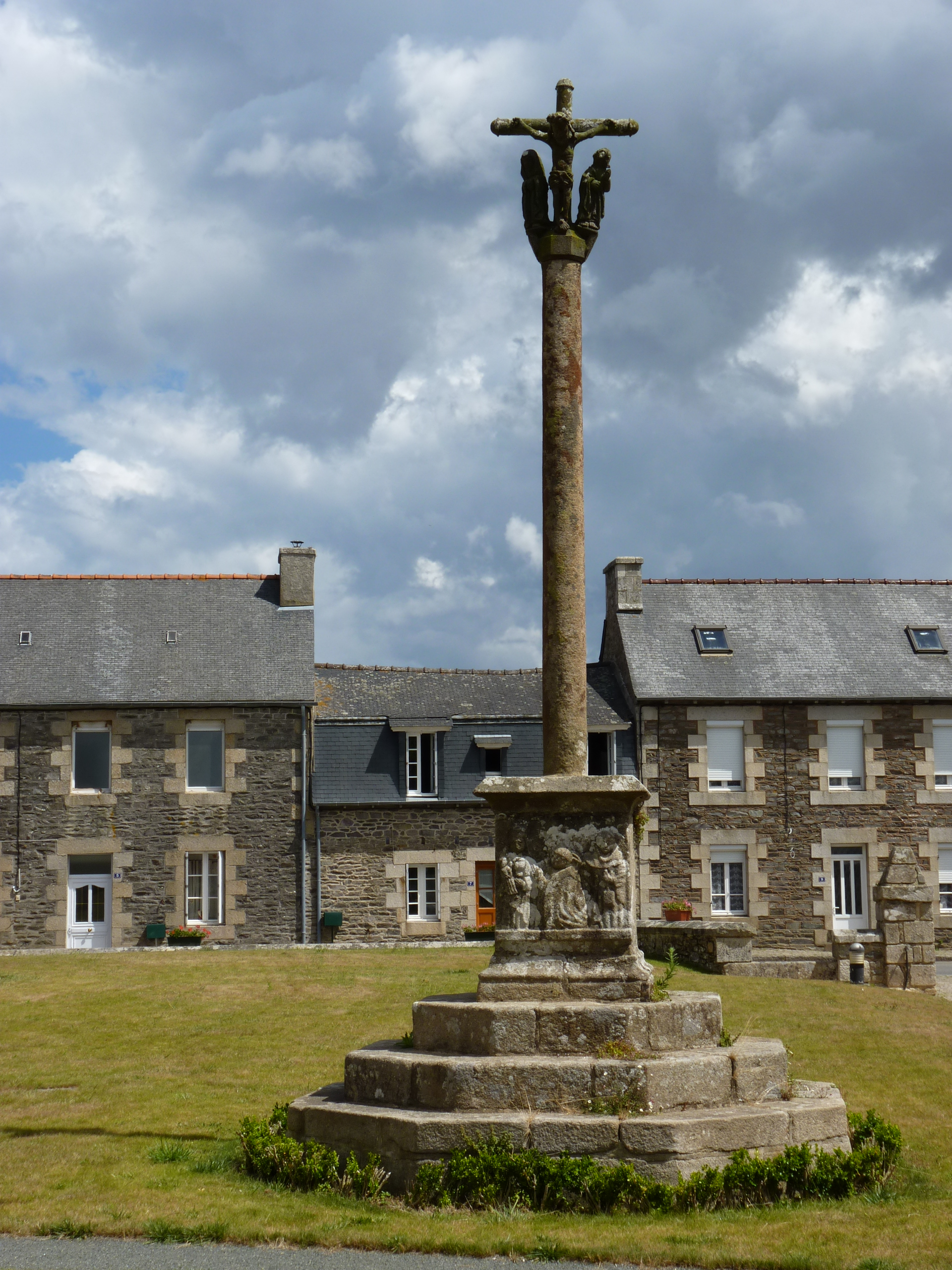
Крест на кладбище
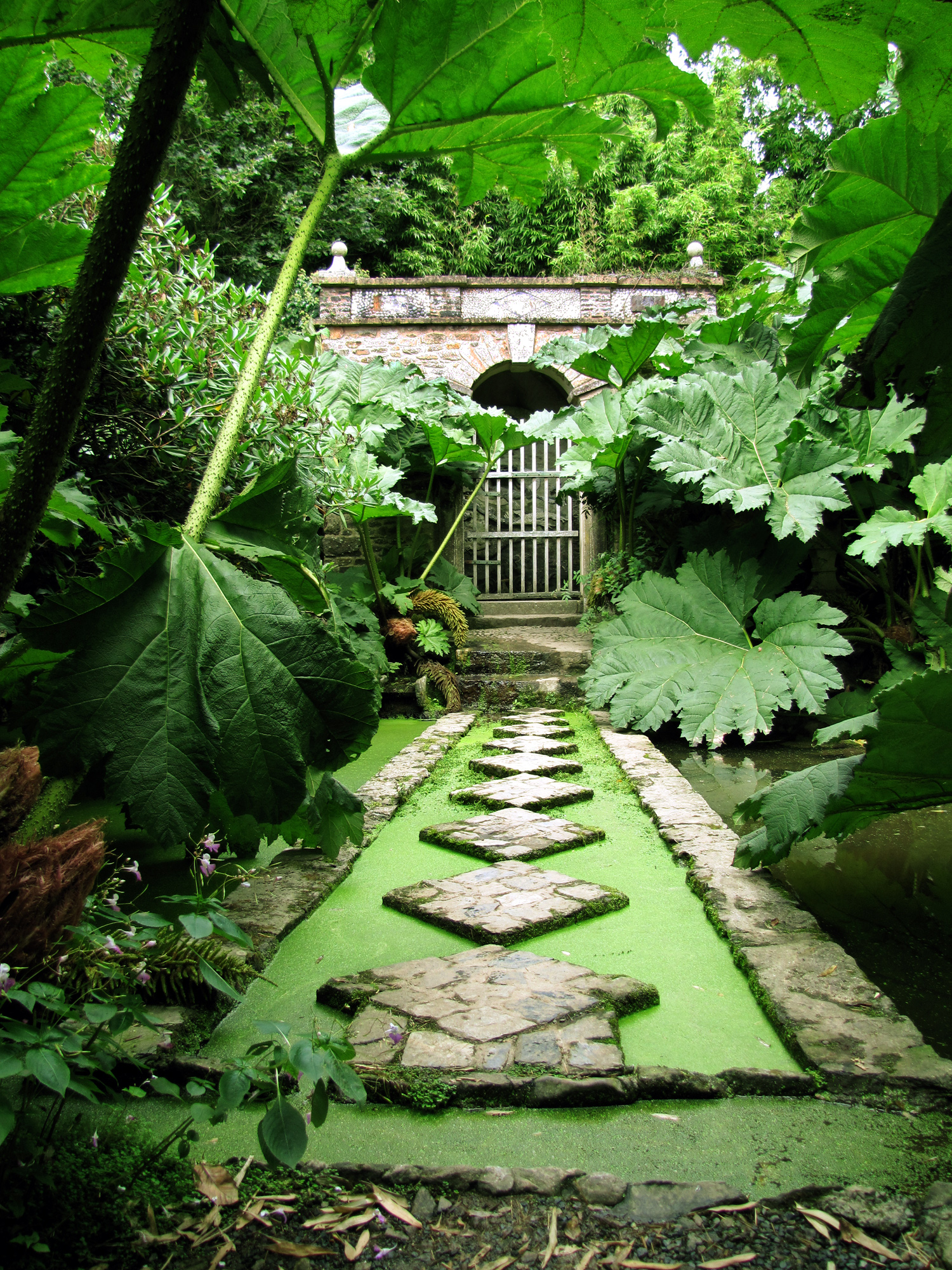
Итальянский грот в ботаническом саду Кердало
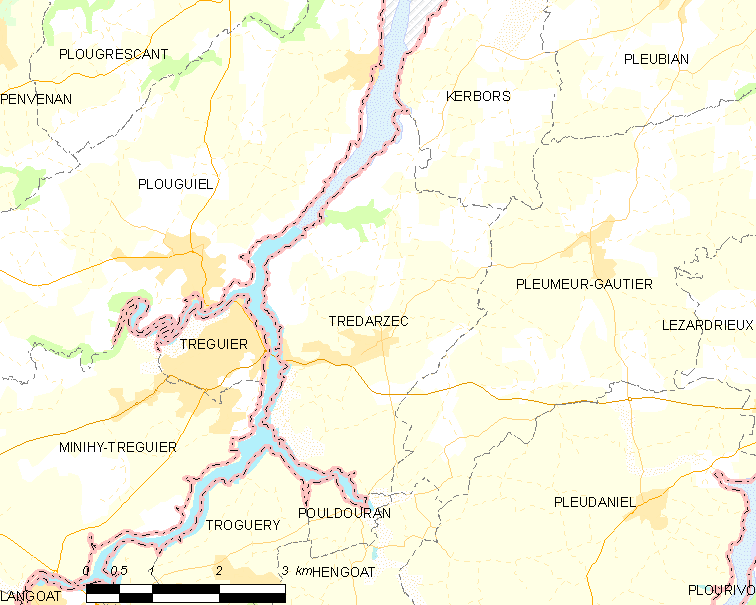
Карта коммуны